# Stian Nåvik
Stian Nåvik (* 19. September 1985 in Trondheim) ist ein norwegischer Biathlet.
Stian Nåvik startet für Trondhjems Skiskyttere. Er trat seit 2002 bei internationalen Juniorenwettbewerben an (2002 in Ridnaun, 2004 in Haute-Maurienne, 2005 in Kontiolahti und 2006 in Presque Isle). 2004 gewann er Gold mit der norwegischen Staffel und Bronze in Sprint und Verfolgung. Im Jahr darauf gewann er nochmals Bronze in den beiden Einzel-Wettbewerben. Hinzu kommen mehrere Top-Platzierungen im Biathlon-Europacup der Junioren. Seit der Saison 2007/08 startete Nåvik im Biathlon-Europacup, wo er mehrfach Platzierungen unter den besten Zehn erreichte. Im Januar 2008 gewann er in Osrblie mit der norwegischen Staffel erstmals ein Europacup-Rennen. Wenig später startete er in Nové Město na Moravě bei den Biathlon-Europameisterschaften 2008. Dort wurde er im Einzel 14., im Sprint 15., Achter der Verfolgung und gewann als Startläufer mit Lars Berger, Stian Eckhoff und Magne Thorleiv Rønning im Staffelwettbewerb die Silbermedaille.